# The Flames
The Flames sind eine Mannheimer Rock-’n’-Roll-Rockabilly-Pop-Band.

## Geschichte
Zu Beginn spielte die Band in der Triobesetzung Rockabilly im Stile von The Reverend Horton Heat und Brian Setzer und veröffentlichte 1999 das Album Slicker. 2002 wurde die Band mit dem Song Everytime, der in einer Afri-Cola-Werbung Verwendung fand, bundesweit bekannt. Die Single erreichte Platz 13 der deutschen Single-Charts.
2002 waren die Flames zu Gast in der Fernsehsendung TV total.
2005 wurde das Album Strike a Light bei Edel veröffentlicht und die EPs Green Tambourine und Look at Me Now ausgekoppelt.
Die Besetzung der Band wechselte in den Jahren mehrfach. Unter dem Namen FlamesDuo tritt die Band zu zweit, mit Schlagzeug und Gitarre oder Kontrabass und Gitarre auf. Im Jahr 2009 veröffentlichte die Band ihr neues Album Caution: Heat Inside. Musikalisch verlagerte sich die Band in Richtung Indie-Pop.
Christian Frisch gründete im Jahr 2007 seine neue Band Cobra Express. Die Band spielte zunächst einen Mix aus Blues, Rockabilly, Psychobilly, Jazz und Country im selben Stile wie The Flames. Mittlerweile ist Cobra Express eine reine Surf-Instrumental-Band.

## Diskografie

### Alben
- 1999: Slicker
- 2005: Strike a Light
- 2005: The Early Days
- 2009: Caution: Heat Inside!
- 2022: Hello

### Singles & EPs
- 2002: Everytime
- 2005: Green Tambourine (EP)
- 2005: Look at me Now (EP)
- 2009: Lunatic Dreams
- 2011: Things Come out Right (EP)
- 2019: Night Call
- 2020: Shock Shock
- 2020: What's it All About
- 2020: Brother Someone Else
- 2021: Hello
- 2021: A Night to Remember
- 2022: Shake It
- 2022: Come Around
- 2023: Love at First Sting